# NGC 6704
NGC 6704 је расејано звездано јато у сазвежђу Штит које се налази на NGC листи објеката дубоког неба.
Деклинација објекта је - 5° 12' 18" а ректасцензија 18h 50m 45,8s. Привидна величина (магнитуда) објекта NGC 6704 износи 9,2. NGC 6704 је још познат и под ознакама OCL 82.